# Введенка (Хлевенский район)
Введе́нка — село в Хлевенском районе Липецкой области, административный центр Введенского сельсовета.

## География
Расположено на левом берегу реки Дон.

## История
Нынешнее село основано мелкими служилыми людьми в конце XVI или начале XVII века. Первоначально оно носило другое название — Дол или Большо́й Дол. Так она упоминалась в платёжных книгах Елецкого уезда 1620 года. В 1676 года здесь уже была Введенская церковь, от которой произошло нынешнее название.

## Население
| 1859 | 1897  | 2009 | 2010 |
| ---- | ----- | ---- | ---- |
| 1059 | ↗1942 | ↘557 | ↘554 |

## Улицы[6]
- Берёзовая ул.
- Весенняя ул.
- Запрудная ул.
- Зелёная ул.
- Лесная ул.
- Мира ул.
- Нагорная ул.
- Новая ул.
- Садовая ул.
- Соловьиная Роща ул.
- Сосновая ул.
- Центральная ул.